# Blaberus
A Blaberus a rovarok (Insecta) osztályának csótányok (Blattodea) rendjébe, ezen belül az eleventojó csótányok (Blaberidae) családjába tartozó nem.

## Tudnivalók
A Blaberus-fajok Dél-Amerika lakói. Ez a rovarnem tartalmazza a Föld néhány legnagyobb csótányát. Több fajukat is házikedvencként vagy más házikedvencek táplálékaként tartanak és tenyésztenek.

## Rendszerezés
A nembe az alábbi 19 faj tartozik:
- Blaberus affinis Jurberg, Albuquerque, Rebordoes, Goncalves & Felippe, 1977
- Blaberus anisitsi Brancsik, 1898
- Blaberus asellus (Thunberg, 1826)
- kis halálfejes csótány (Blaberus atropos) (Stoll, 1813) (= "Blaberus fusca")
- Blaberus boliviensis Princis, 1946
- Blaberus brasilianus Saussure, 1864
- Blaberus colosseus (Illiger, 1801)
- halálfejes csótány (Blaberus craniifer) Burmeister, 1838[2]
- Blaberus discoidalis Serville, 1839
- Blaberus duckei Jurberg, Albuquerque, Rebordoes, Goncalves & Felippe, 1977
- Blaberus fusiformis Walker, 1868
- barlangi óriáscsótány (Blaberus giganteus) (Linnaeus, 1758)
- Blaberus latissimus (Herbst, 1786)
- Blaberus matogrossensis Rocha e Silva & Aguiar, 1977
- Blaberus minor Saussure, 1864
- Blaberus parabolicus Walker, 1868
- Blaberus paulistanus Lopes & de Oliveira, 2000
- Blaberus peruvianus Jurberg, Albuquerque, Rebordoes, Goncalves & Felippe, 1977
- Blaberus scutatus Saussure & Zehntner, 1894

## Fordítás
- Ez a szócikk részben vagy egészben  a   Blaberus című angol Wikipédia-szócikk ezen változatának fordításán alapul.  Az eredeti cikk szerkesztőit annak laptörténete sorolja fel. Ez a jelzés csupán a megfogalmazás eredetét és a szerzői jogokat jelzi, nem szolgál a cikkben szereplő információk forrásmegjelöléseként.